# رائد مشرف
رائد مشرف (15 يوليو 1975م -)؛ ممثل و ممثل صوت سوري.

## عنه
ولد رائد مشرف في مدينة دير الزور السورية ثم انتقل مع عائلته للعيش في دمشق، يعد رائد أحد أهم نجوم الدراما السورية، وورقة رابحة بالنسبة للمخرج الذي يتعامل معه، بدأ رائد مشرف مسيرته الفنية مع المخرج هيثم حقي في مسلسل الايام المتمردة سنة 2001 ثم مع المخرج بسام الملا سنة 2003 في مسلسل ليالي الصالحية وبعد أن استطاع تقدير عمله تم اعطائه الدور الأول في ليالي الصالحية شخصية «رمضان» التي لاقت صدى طيب من الجمهور العربي عامة وكانت هذه بداية النجاح والنجومية.

## عن أعماله
- في مسلسلات البيئة الشامية منها: ليالي الصالحية وباب الحارة وياسمين عتيق واهل الراية ولعنة قسم، بروكار.
- المسلسلات التاريخية كانت له ادوار مميزة أيضا في: قمر بني هاشم وعنترة بن شداد وخالد بن الوليد ورايات الحق.
- المسلسلات الدرامية ومنها: زهرة النرجس وعلي موج البحر وايام الدراسة والشبيهة والسراب وزوزنامة وصبايا وكشف الاقنعة وأنا القدس وسفر الحجارة ورجاها والقضية 6008 وفجر اخر والانفجار.
- في المسلسلات الكوميدية: اوراق بنفسجية وكمون وليمون وصايعين ضايعين وبومب اكشن. وله بعض المشاركات العربية في المسلسل المصري ناصر سنة 2008، والمسلسل العراقي طيور فوق اشرعة الجحيم، حيث ادي فيه دور مميز باللهجة العراقية.

### في المسرح
يعد رائد مشرف من نجوم المسرح وله عدة مسرحيات مهمة تمثيلا واخراج بدأ رائد مشرف العمل المسرحي في عام 1989م في مسرح شبيبة دير الزور تعامل من خلاله مع عدد من المخرجين أمثال لؤي بدور - ضرام سفان - أحمد الحسين.
وتصدى لأول عمل إخراجي مع معاهد دير الزور عام 1999م الذي حصل فيه على جائزة أفضل ممثل وجائزة ثالث عرض وله العديد من الجوائز في مجال التمثيل والاخراج، وقام باخراج عدة أعمال مسرحية لاتحاد شبيبة الثورة والمسرح الجامعي وحققت نجاح كبير ومتميز ثم انتقل إلى مرحلة الاحتراف في دمشق وكان له أول عمل في المسرح القومي مع الفنان زيناتي قدسية بعرض الهلافيت.
والمسرحيات ندكر منها: وحيد القرن - وحشة - كوابيس وردية - رومولوس العظيم - هوامش - عنتره.

### في السينما
لعب رائد مشرف دور البطولة في فيلم «فلذات أكبادنا» للمخرج السينمائي فيصل بني المرجة الذي نال ذهبية الأفلام القصيرة في مهرجان بيروت السينمائي الدولي وإنتاج شركة شاين للإنتاج السينمائي والتلفزيوني.
ويتمني رائد العمل في السينما أكثر والسينما حلم دائم بالنسبة اليه وطموح كبير جدا.

### في الدوبلاج
يتمتع الفنان رائد مشرف يخبرة كبيرة في الدوبلاج ويمتلك حسًا عاليًا بالمسؤولية، إذ يعطي الدور حقه ومستحقه، واستطاع إضافة لمساته وأدواته على كل شخصية أداها، حتى غدت بصمته واضحة على خريطة الدوبلاج. وقام رائد مشرف بالعمل في دبلجة المسلسلات التركية والإيرانية والهندية والرسوم المتحركة.
أطلق علية نشطاء المواقع والمنتديات الفنية «الفنان الفراتي ورائد شاشة الدراما السورية».

## الجوائز
1. جائزة أفضل ممثل لفرع معاهد دمشق المهرجان المسرحي الجامعي المركزي العشرون في حلب عن مسرحية رومولوس العظيم.
2. جائزة أفضل عرض مسرحي عن مسرحية «وحشة» إخراج رائد مشرف لفرقة شبيبة دمشق.
3. جائزة أفضل مشهدية بصرية «سينوغرافيا» عن عرض «هوامش» إخراج رائد مشرف.
4. تكريم في المهرجان المسرحي الفرعي الثالث والعشرين لشبيبة دمشق.

## أعماله

### أعماله في التلفاز
- بروكار ج2
- مسلسل باب الحارة
- مسلسل ليالي الصالحية
- مسلسل طوق البنات 4
- مسلسل صبايا
- مسلسل ياسمين العتيق
- مسلسل خالد بن الوليد
- مسلسل اهل الراية
- مسلسل عنترة بن شداد
- مسلسل عودة خالتي

### أعماله في السينما
- فلذات أكبادنا فيلم عام 2012 فيلم رد القضاء 2016 نجدت انزور

### أعماله في المسرح
- وحيد القرن
- الهلافيت
- وحشة
- كوابيس وردية
- رومولوس العظيم
- هوامش

### من أعماله في الدوبلاج
- أفلام تركية عديدة
- أفلام إيرانية عديدة
- السيف والرقعة الحاسمة
- حياة
- أغنية حب
- بائعة الورد
- امي
- بريق امل
- الأرض الطيبة
- الانتقام
- الاوراق المتساقطة
- الهيموفيليا
- اوراق الخريف
- لعبة الايام
- نساء حائرات
- فاطمة
- عودة مهند
- شباب ايفرست

#### في الرسوم المتحركة
- المحقق كونان
- ون بيس ج2 – دراغون، وابل
- دراغون بول زد ج2 - جيسي
- المحقق كونان: الرجل اللغز – كايتو كيد
- دورايمون - المعلم (الصوت الأول)
- ناروتو اس دي  - مايت غاي - الراوي
- ناروتو
- أسطورة النسر  -كورفيلي-تشاك-كاز-هيكتور
- انيوشا
- احلام تيمي -والد تيمي (الصوت الاول )

والعديد من الأعمال الأخرى.